# Recensement de la Grèce de 1861
Le recensement de la population de 1861 (en grec moderne : Ελληνική απογραφή του 1861), est le quinzième recensement officiel du royaume de Grèce. C'est aussi le premier recensement dans lequel les recommandations internationales pour la conduite des recensements, formulées lors des Congrès internationaux de statistique de Bruxelles (1853), Paris (1855) et Vienne (1857), sont partiellement adoptées. C'est également le premier recensement complet, puisqu'en plus des données démographiques, des données sur l'agriculture ont également été recueillies. Le recensement est publié en grec et en français, le but de la traduction française étant de faire connaître les détails de la société grecque au monde extérieur et de susciter l'intérêt des intellectuels européens.
Lors du recensement de 1861, deux groupes apparaissent pour définir l'ethnicité : les nationaux et les étrangers. Le rapport est le suivant : environ 1 étranger pour 55 nationaux. Plus précisément, les nationaux représentent 1 076 907 personnes et les étrangers 19 992 personnes recensées.
La population totale du pays s’élève à 1 096 810 habitants. 

## Population par zone géographique
| Ordre | Région                     | Population |
| ----- | -------------------------- | ---------- |
| 1     | Argolide et Corinthe (el)  | 138 249    |
| 2     | Cyclades                   | 118 130    |
| 3     | Messénie                   | 117 181    |
| 4     | Attique et Béotie (el)     | 11 602     |
| 5     | Achaïe et Élis             | 113 719    |
| 6     | Laconie                    | 112 910    |
| 7     | Acarnanie et Étolie        | 109 392    |
| 8     | Phthiotide et Phocide (el) | 102 291    |
| 9     | Arcadie                    | 96 546     |
| 10    | Eubée                      | 72 368     |
|       | Total Royaume de Grèce     | 1 096 810  |